# كلارك دانيال ستيرنز
كلارك دانيال ستيرنز (بالإنجليزية: Clark Daniel Stearns)‏ هو ضابط أمريكي، ولد في 15 يناير 1870 في مقاطعة ميامي داد في الولايات المتحدة، وتوفي في 25 مايو 1944 في ميامي في الولايات المتحدة بسبب خثار.